# كارل إريكسون
كارل إريكسون (بالإنجليزية: Carl Erickson)‏ هو مصمم ملصقات ‏ أمريكي، ولد في 1891 في جوليت في الولايات المتحدة، وتوفي في 1958 في نيويورك في الولايات المتحدة.